# 636 (szám)
A 636 (római számmal: DCXXXVI) egy természetes szám, palindromszám.

## A szám a matematikában
A tízes számrendszerbeli 636-os a kettes számrendszerben 1001111100, a nyolcas számrendszerben 1174, a tizenhatos számrendszerben 27C alakban írható fel.
A 636 páros szám, összetett szám, kanonikus alakban a 22 · 31 · 531 szorzattal, normálalakban a 6,36 · 102 szorzattal írható fel. Tizenkettő osztója van a természetes számok halmazán, ezek növekvő sorrendben: 1, 2, 3, 4, 6, 12, 53, 106, 159, 212, 318 és 636.
A 636 négyzete 404 496, köbe 257 259 456, négyzetgyöke 25,21904, köbgyöke 8,59975, reciproka 0,0015723. A 636 egység sugarú kör kerülete 3996,10586 egység, területe 1 270 761,662 területegység; a 636 egység sugarú gömb térfogata 1 077 605 889,4 térfogategység.